# Turdus rufopalliatus
El zorzal dorsicanelo (Turdus rufopalliatus), también llamado maravilla, asimismo mirlo dorso canela, mirlo dorso rufo, mirlo nayarita o zorsal dorsirrufo.  es una especie de ave paseriforme de la familia Turdidae (zorzales, azulejos, mirlos y primaveras); la especie es endémica de México,
Es parecido al zorzal pechirrojo (T. migratorius), pero ligeramente más pequeño, alcanzando 22.5 cm de longitud promedio. Se distingue por su característico color rojizo o rojizo-oliváceo en la espalda y en las partes superiores de las alas y flancos del pecho, contrastando con el gris de cabeza, nuca y cola. Vientre y plumas cobertoras inferiores de la cola son blancas. La garganta es blanca con rayas negras. El pico y el anillo ocular son amarillos. Los sexos son similares, aunque las hembras son más opacas. Los juveniles, como sucede con otras especies de zorzales, tienen manchas en las partes inferiores y son de plumaje pardo con manchas más pálidas en las partes superiores.
El zorzal dorsicanelo habita bosques secos caducifolios, ecotonos y campos de cultivo; tanto en lo alto de los árboles como en el suelo. Su área de distribución abarca principalmente la vertiente del Océano Pacífico, desde el estado de Sonora hasta el Istmo de Tehuantepec. Hay poblaciones aisladas en parques de la Ciudad de México y Oaxaca de Juárez —dos ciudades de elevada altitud—, que, se cree, son descendientes de aves de jaula escapadas. 
La plataforma Naturalista registra observaciones para todos los estados de la vertiente del Pacífico, desde Sonora hasta Chiapas (nueve entidades), y también en los estados de Chihuahua, Nuevo León, Durango, Zacatecas Aguascallientes, Guanajuato, Querétaro, Veracruz, Hidalgo, Tlaxcala, Estado de México, CdMx, Puebla y Morelos. 
Ocasionalmente han sido avistadas aves errantes en el sur de los Estados Unidos.
En México, la NOM-059-SEMARNAT-2010 no considera a este mirlo en sus listas de especies en riesgo; la UICN 2019-1 lo considera como de Preocupación menor.